# Amcor
Amcor Limited est une entreprisee d'emballage qui développe et produit des emballages souples, des conteneurs rigides, des cartons spéciaux, des fermetures et des services pour aliments, boissons, produits pharmaceutiques, appareils médicaux, soins domestiques et personnels, et des autres produits.
Amcor est cotée à la principale Bourse australienne, L'Australian Securities Exchange (ASX: AMC)  et a son siège administratif à Southbank, Victoria, Australie. Le siège social de la société est situé à Zurich, en Suisse. 
Amcor est inclus dans plusieurs indices boursiers internationaux, notamment le Dow Jones Sustainability Index, le CDP Climate Disclosure Leadership Index (Australie), le MSCI Global Sustainability Index, le Ethibel Excellence Investment Register et le FTSE4Good Index Series.
Au 30 juin 2017, la société employait 35 211 personnes et avait généré plus de 9 milliards de dollars de chiffre d'affaires avec des opérations dans quelque 200 sites dans plus de 40 pays.

## Histoire

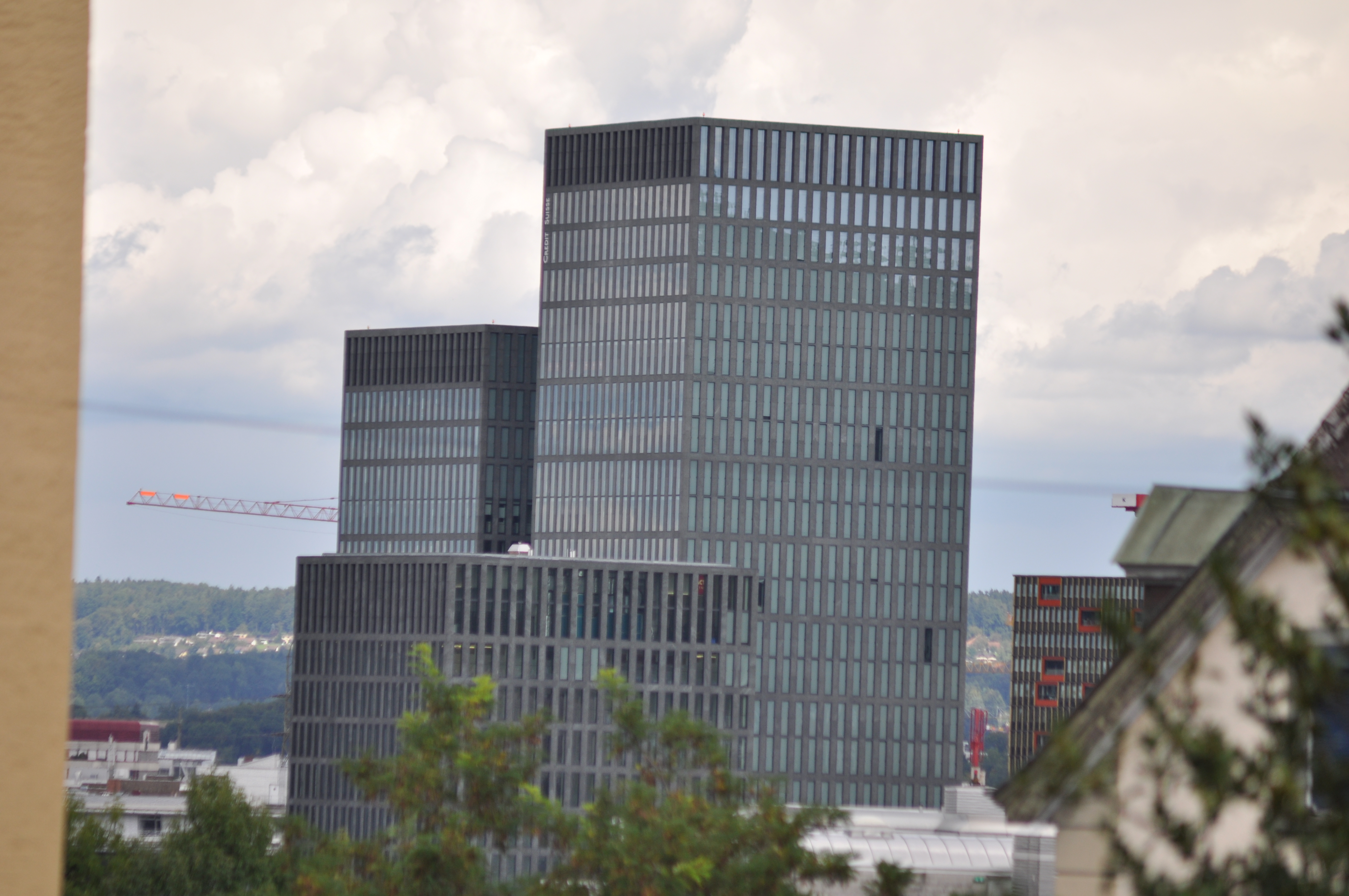
Au premier plan le siège d'Amcor à Oerlikon, au second, les tours de Credit Suisse.

Australian Paper Manufacturers a été rebaptisé sous le nom 'Amcor Limited' en 1986. Auparavant, la société fabriquait des produits en papier et en carton, ainsi que des boîtes en métal et des emballages souples.
En avril 2000, Amcor a vendu sa division imprimerie pour se concentrer sur l’emballage mondial. L'imprimerie s'est formée en une nouvelle compagnie, qui s'appelait Paperlinx.
La participation de 45% d'Amcor dans Kimberly-Clark Australia, une entreprise de produits de papier et de produits de soins personnels, a été cédée en juin 2002. En juillet 2002, Amcor a acquis les divisions d'emballages rigides et de fermetures de Schmalbach-Lubeca, dont le siège est à Ratingen, en Allemagne. Cette acquisition, d’un coût d’environ 2,875 milliards de dollars, a fait d’Amcor le premier fabricant mondial de conteneurs en PET (polyéthylène téréphtalate).
En 2007, Amcor a vendu son entreprise européenne de PET à La Seda, un fabricant basé en Espagne.
Amcor a annoncé en février 2008 la construction d'une usine de papier recyclé de 400 000 tonnes par an à son usine de papier existante à Botany, en Nouvelle-Galles du Sud. La machine à papier «B9», ainsi nommée parce qu'elle était la neuvième machine à papier à l'usine de Botany, a été mise en service en 2012 et a été officiellement inaugurée le 1er février 2013 par Barry O'Farrell, Premier ministre de Nouvelle-Galles du Sud. La machine à papier B9 a produit suffisamment de papier pour Amcor pour répondre à ses obligations de recyclage du papier australasien et, par conséquent, l'autre usine de papier recyclé à Fairfield, dans l'État de Victoria, a fermé fin 2012.
En 2010, Amcor a finalisé l'acquisition des filiales d'Alcan dans le secteur de l'alimentation (Europe et Asie) et des filiales de Rio Tinto dans les domaines pharmaceutiques et du tabac, pour un montant de 2,03 milliards de dollars américains.
En 2011, Amcor a acquis Marfred Industries, l'un des plus grands fabricants et distributeurs indépendants d'emballages aux États-Unis.
En 2012, Amcor a acquis les actifs de Carter & Associates, un important distributeur de bouteilles en verre pour le vin, le champagne et les spiritueux pour Amcor en Nouvelle-Zélande. En 2012, Amcor a acquis l'entreprise d'emballage Aperio Group, ajoutant de nouvelles capacités en Australie, en Nouvelle-Zélande et en Thaïlande. Cette société a également acquis la société Uniglobe Packaging, une entreprise basée à Daman, au nord de Mumbai, en Inde, la même année.
En décembre 2013, Amcor a scindé sa division Australasia and Packaging Distribution (AAPD) en une société distincte appelée Orora, qui est cotée à l'Australian Securities Exchange. La scission a permis à Amcor de se concentrer sur la fabrication d'emballages en plastique souple et rigide et sur les emballages de tabac, principalement pour les marchés étrangers.
En juillet 2015, Amcor a acquis Nampak Flexibles, une entreprise d'emballage flexible en Afrique du Sud, pour 22 millions de dollars américains. En septembre 2015, Amcor a acquis la division conditionnement de tabac de Souza Cruz au Brésil pour 30 millions de dollars américains. Cette acquisition correspond à l'objectif d'Amcor de croissance en Amérique latine. En octobre 2015, l'acquisition d'Encon, une entreprise privée de fabrication de préformes aux États-Unis, d'un montant de 55 millions de dollars américains, s'est achevée. En décembre 2015, l'acquisition de Deluxe Packages à hauteur de 45 millions de dollars US a été réalisée. L'entreprise exploitait une usine de fabrication à Yuba City, en Californie.
En mai 2016, Amcor a acquis la société canadienne Plastics Moulders Limited pour 32 millions de dollars américains. Le secteur des plastiques rigides fabriquait des conteneurs et des fermetures pour les marchés de l'alimentation, du domicile et des soins personnels en Amérique du Nord à partir d'une seule usine située à Toronto. En juin 2016, Amcor a acquis Alusa, la plus grande entreprise d'emballage flexible en Amérique du Sud, pour un prix d'achat de 435 millions de dollars américains. C'était le plus grand fabricant et fournisseur d'emballages flexibles au Chili et au Pérou, et un participant en Colombie et en Argentine, avec une usine dans chacun de ces quatre pays. En novembre 2016, Amcor a acquis pour 280 millions de dollars américains la division conteneurs spécialisés de Sonoco Products Company, fabricant de conteneurs spéciaux en plastique rigide. L'ancienne entreprise Sonoco comptait six sites de production aux États-Unis et un au Canada.
En janvier 2017, Amcor a acquis Qite pour 28 millions de dollars américains. L'entreprise du nord de la Chine produisait des produits d'emballage flexibles pour de grands clients nationaux des secteurs des produits laitiers et des produits alimentaires. En mai 2017, Amcor a acquis Plasticos, une entreprise spécialisée dans les conteneurs, d'un important producteur de produits alimentaires en Colombie. L'acquisition a élargi la gamme de produits de conteneurs spécialisés offertes par Amcor en Amérique latine, notamment le moulage par injection à paroi mince et l'étiquetage dans le moule.
En août 2018, Amcor annonce l'acquisition par échange d'action pour 5,25 milliards de dollars de Bemis, une entreprise américaine ayant environ 20 000 employés, lui permettant d'augmenter sa présence aux États-Unis.
En novembre 2024, Amcor annonce l'acquisition de Berry, une entreprise américaine, pour 8,43 milliards de dollars.

## Structure
Amcor dispose de deux unités: Flexibles Packaging et Rigid Plastics.
Flexibles Packaging développe et fournit des emballages souples et des boîtes pliantes spécialisées. Il dispose de quatre divisions: Flexibles Europe, Moyen-Orient et Afrique; Flexibles Amériques; Flexibles Asie Pacifique; et cartons de spécialité.
Rigid Plastics est l'un des plus grands fournisseurs mondiaux d'emballages en plastique rigide. Il dispose de quatre divisions: Boissons en Amérique du Nord; Amérique du Nord Conteneurs spécialisés; Amérique latine; et fermetures Bericap.

## Produits
Amcor développe et produit des emballages pour collations et confiseries, fromages et yaourts, produits frais, boissons et aliments pour les animaux domestiques, et conteneurs en plastique rigide pour les marques des secteurs des aliments, des boissons, des produits pharmaceutiques et des soins personnels et à domicile,.
L'emballage pharmaceutique mondial de la société répond aux exigences de doses unitaires, de sécurité, de respect des brevets, de lutte contre la contrefaçon et de durabilité.
Les cartons spéciaux d'Amcor fabriqués de matières plastiques sont utilisés pour une variété de marchés finaux, y compris les produits pharmaceutiques, les soins de santé, les aliments, les spiritueux et les vins, les produits personnels et les soins à domicile. Amcor développe et fabrique également des fermetures de vins et spiritueux.
En février 2018, la société a commercialisé sa technologie Liquiform, qui utilise le produit emballé au lieu de l'air comprimé pour former et remplir simultanément des récipients en plastique et éliminer les coûts du soufflage traditionnel, ainsi que la manutention, le transport et l'entreposage des contenants vides.

## EnFrance
En France, Amcor est installé sur les sites de Froges (Isère), Barbezieux-Saint-Hilaire (Charente), Mareuil-sur-Ay (Marne), Saint-Maur-des-Fossés (Val-de-Marne), Montreuil-Bellay (Maine-et-Loire), Dijon (Côte-d'Or), Chalon-sur-Saône (Saône-et-Loire), Dax (Landes), Saint-Seurin-sur-l'Isle (Gironde), Sarrebourg (Moselle), Sélestat (Bas-Rhin), Ungersheim (Haut-Rhin), Coulommiers (Seine-et-Marne). Le site d'Argentan (Orne) ferme en 2017. Le site de Moreuil (Somme) ferme le 9 février 2018.

## EnBelgique
En Belgique, Amcor exploite deux sites de production : 'Amcor Flexibles Conversion Gent' à Gand (Flandre) et 'Amcor Flexibles Monceau' à Charleroi (Wallonie). Le siège administratif belge est situé dans le parc d'activités de Diegem (Zaventem), non loin de la région de Bruxelles-Capitale.